# ElgooG

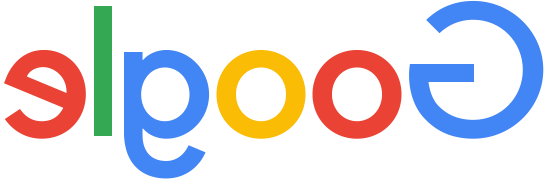
Logo de ElgooG, siendo una versión espejada del logo de Google.

elgooG (Google deletreado al revés) es una versión especular del motor de búsqueda Google. La peculiaridad de elgooG es que muestra invertido todo el texto de las páginas web guardadas en el caché de Google. Aunque originalmente fue creado "por diversión", ha encontrado un uso práctico en China, después de que el gobierno de ese país prohibiese Google.
Debido a que los términos de búsqueda elgooG se imprimen a la inversa, los usuarios pueden burlar los filtros de la censura gubernamental china. elgooG.com es un sitio web funcional. La solicitud de WHOIS demuestra que el dominio es propiedad de Google.
Si escribe "elgooG" en el campo de búsqueda y se pulsa el botón de "Voy a tener suerte", el programa redirige al Google normal, pero con letras al revés.